# Laurits Hansen
Laurits Johannes Julius Hansen (født 24. oktober 1894 i Kelstrup, død 23. februar 1965 i Vanløse) var en dansk fagforeningsmand og socialdemokratisk minister i samlingsregeringen 1942-1945.

## Liv
Laurits Hansen blev født i Kelstrup syd for Kirke Stillinge på Vestsjælland i 1894. Han forældre var bødkermester, senere restauratør Hans Jacob Hansen (1863-1903) og Kirsten Hansen (1862-1930). Allerede fra sin ungdom aktiv i socialdemokratiske kredse. Han var fyrbøder til søs 1915-1920 og kedel- og maskinpasser 1920-1925. Herefter blev han optaget af fagforeningsarbejde og var formand for Dansk Kedel- og Maskinpasserforbund 1925-1936. I 1936 blev Hansen sekretær i De samvirkende Fagforbund, som senere kom til at hedde LO. Han blev næstformand i 1939 og var fra samme år til 1942 formand.
1938-1945 sad han i Københavns Borgerrepræsentation. Laurits Hansen blev socialminister i samlingsregeringen under regeringen Scavenius 9. november 1942 da den tyske besættelsesmagt ønskede en fagforeningsleder i regeringen. Han blev tillige valgt til Folketinget ved folketingsvalget i 1943 i Søndre Storkreds. Regeringen ophørte med at fungere 29. august 1943, men bestod formelt til befrielsen 5. maj 1945. Tyskerne havde forsøgt at indsætte Laurits Hansen som statsminister i november 1942. Det lykkedes ikke, men det forhold at han ikke havde oplyst om det til Socialdemokratiet førte til, at et undersøgelsesudvalg i partiet efter krigen fandt at Laurits Hansen havde været illoyal overfor partiet. Han blev derfor tvunget til forlade alle sine tillidsposter. Han levede som cigarhandler fra 1945 til 1949 og fra 1949 som husmand.
Han udtrådte også af Folketinget i 1945 og blev afløst af Nina Andersen i Tinget.